# 2000 en Norvège
Chronologie de la Norvège
- 1996
- 1997
- 1998
- 1999
- 2000
- 2001
- 2002
- 2003
- 2004

Cet article présente les faits marquants de l'année 2000 en Norvège ou relatifs à la Norvège.

## Gouvernance
- Harald V est roi de Norvège.
- Kjell Magne Bondevik est le chef du gouvernement jusqu'au 17 mars et Jens Stoltenberg lui succède.

## Événements
- Le gouvernement Bondevik I était le gouvernement du royaume de Norvège du 17 octobre 1997 au 17 mars 2000, il est remplacé par le gouvernement Stoltenberg I qui a dirigé le pays du 17 mars 2000 au 19 octobre 2001.
- Le Concours Eurovision des jeunes musiciens 2000 fut la dixième édition de ce concours. La finale fut organisée au Grieg Concert Hall, à Bergen, en Norvège le 15 juin 2000.

## Sport
- La Norvège participe aux Jeux olympiques d'été de 2000 à Sydney. La délégation norvégienne est composée de 98 athlètes dont 44 hommes et 54 femmes engagés dans 5 sports[1].
- La saison 2000 du Championnat de Norvège de football était la 38e édition de la première division norvégienne à poule unique, la Tippeligaen. Les 14 clubs de l'élite jouent les uns contre les autres lors de rencontres disputées en matchs aller et retour.
- Les Championnats du monde de biathlon 2000 se sont tenus à Oslo (Norvège). Toutefois, le relais homme, arrêté cause du brouillard le dimanche 27 février, a dû être reprogrammé à Lahti (Finlande) le 11 mars.
- La 16e édition des championnats du monde de vol à ski s'est déroulée du 12 février 2000 au 14 février 2000 à Vikersund en Norvège qui organise pour la troisième fois la compétition.

## Culture
- Aberdeen, film réalisé par Hans Petter Moland, sorti en 2000.
- Dancer in the Dark, ou Danser dans le noir au Québec, film réalisé par Lars von Trier, sorti en 2000.
- Hundhotellet – En mystisk historia, film d'animation suédois, coproduit avec le Danemark et la Norvège, réalisé par Per Åhlin, sorti en 2000.
- Infidèle (Trolösa) est un film suédois réalisé par Liv Ullmann sur un scénario d'Ingmar Bergman, et sorti en 2000.
- Sleepwalker, un thriller suédois et Norvégien réalisé par Johannes Runeborg en 2000.

## Naissances
- Naissance en Norvège en 2000

## Décès
- Décès en Norvège en 2000